# Vilém Kmuníček
Vilém Kmuníček (27. března 1949, Brno) je český autor.

## Životopis
Mgr. Vilém Kmuníček se narodil 27. března 1949 v Brně. Na UJEP Brno v letech 1967–1972 vystudoval obor čeština a filozofie. Diplomovou práci napsal o Janu Weissovi. Pracoval jako tiskárenský, novinový a jazykový korektor. Nejdříve přispíval recenzemi produkce Nakladatelství Blok do pořadu brněnského studia Čs. rozhlasu Zadáno pro mladé. Z podnětu PhDr. Vladimíra Wolfa, pozdějšího děkana Pedagogické fakulty Univerzity v Hradci Králové, začal psát články o Janu Weissovi a následně o Zdeňku Rónovi.
Od revoluce publikuje na internetu – stránky Thoughts (dříve Thought), Kompas, Veršovánky, Komentátor, Biboň sod, Jan Weiss, Zdeněk Rón, Petr Urbánek – na základě kterých mj. připravil publikace knižní.
Nakladatelství Bor Liberec vydalo jeho knihu Hledání Jana Weisse (2012) o životě a díle tohoto zakladatele české science fiction a monografii o životě a díle komunistickým režimem z českých dějin vymazaného podkrkonošského spisovatele Zdeňka Róna V mých kalužích se Bůh svým nebem zhlíží (2014).
V roce 2012 Vilém Kmuníček vydal také knihu filozofických textů Pokus o filozofický systém, které jednak navrhují, jak v dnešní době, která rozbíjí všechny dosavadní jistoty, ustavit v přístupu ke světu soustavný řád, ale v prvé řadě se pokoušejí zavést dva nové pojmy – filozofický aktuální mentální model (později jako momentální mentální model) a literárněteoretický program.
Pro děti vydal veršovanou Abecedu, také píše písňové texty, z nichž některé zhudebnil a vydal Jiří Cmunda Roupec. Písně jsou dostupné na YouTube.
Jeho sbírky básní různých námětů a forem jsou publikovány elektronicky nebo vlastním nákladem.
Se svým synem Janem Kmuníčkem sestavil program KC-Encoder, umožňující psát na anglické klávesnici 14 vybranými jazyky (latinkou, azbukou a řeckou abecedou).

### Získaná ocenění
V literární soutěži Šrámkova Sobotka 2000 mu byla v III. kategorii: literárněvědné, historické a vlastivědné práce udělena 3. cena za práci Zdeněk Rón – dobrý duch Krkonoš.

## Dílo

### Sbírky básní
- Minuta ticha za mé básně, které se nedožily této chvíle
- Zavřu oči a projdu zdí
- Abys věděla, proč uprostřed noci šmátrám po tužce
- Veršovichry? Veršovánky
- Líbí se mi
- Osudy osudových párků
- Deset překladů
- Věnec. Bílovice nad Svitavou: text!, 2014. ISBN 9788026062806.[9]
- Věnec. Vyd. 2. Bílovice nad Svitavou: text!, 2014. ISBN 9788026069645.
- Dva věnce. Bílovice nad Svitavou: text!, 2015, [30 + 30] s. ISBN 9788026090953.
- Na slunce pamatuj. Bílovice nad Svitavou: text!, 2015, 72 s. ISBN 9788026092605.
- Hledání. Bílovice nad Svitavou: text!, 2016, 44 s. ISBN 9788027003211.
- Zpěvník. Bílovice nad Svitavou: text!, 2016, 100 s. ISBN 9788027003266.
- VeršoVánky. Brno: Tribun EU, 2021. Knihovnicka.cz, 320 s. ISBN 9788026316749.
- Na sklonku dne. Brno: Tribun EU, 2024. Knihovnicka.cz, 104 s. ISBN 9788026318347.

### Pro děti
- Abeceda. Brno: Tribun EU, 2020. Knihovnicka.cz. ISBN 9788026315773.

### Filozofie
- Pokus o filozofický systém. Vyd. 1. Bílovice nad Svitavou: text!, 2012, 145 s. ISBN 9788026026846. Vyd. 2., upravené. Bílovice nad Svitavou: text!, 2015, 120 s. ISBN 9788026087526. Vyd. 4., upravené. Brno: Tribun EU, 2022. Knihovnicka.cz, 140 s. ISBN 9788026317142.
- Co si myslet, abychom v životě uspěli. Brno: Tribun EU, 2022, 72 s. Knihovnicka.cz. ISBN 9788026317340
- Filozofie předpokladů. Souhrn. Vyd. 1. Brno: Tribun EU, 2023. Knihovnicka.cz, 80 s. ISBN 9788026317746.
- Philosophy of Assumptions. Summary. Brno: Amazon, 2023. Amazon.com, 88 s. ISBN 9798867346584.

### Literární historie
- Hledání Jana Weisse. Liberec: Bor, 2012, 213 s., [16] s. obr. příl. ISBN 9788087607022.

- V mých kalužích se Bůh svým nebem zhlíží: život a dílo Zdeňka Róna. Liberec: Bor, 2014, 110 s. Odkaz. ISBN 9788087607251. (Spoluautoři KOHOUT, Jaroslav, KOHOUTOVÁ-RÓNOVÁ, Jasněna.)

### Písničkové CD
- Cmunda a Kmunda. Jiří Cmunda Roupec – autorské minivydavatelství ROJ, 2012 (spoluautor ROUPEC, Jiří Cmunda).[10]

### Prózy
- Koordinátor a další a jiné texty. Brno: Tribun EU, 2020. Knihovnicka.cz, 136 s. ISBN 9788026316220.